# Art au Cameroun

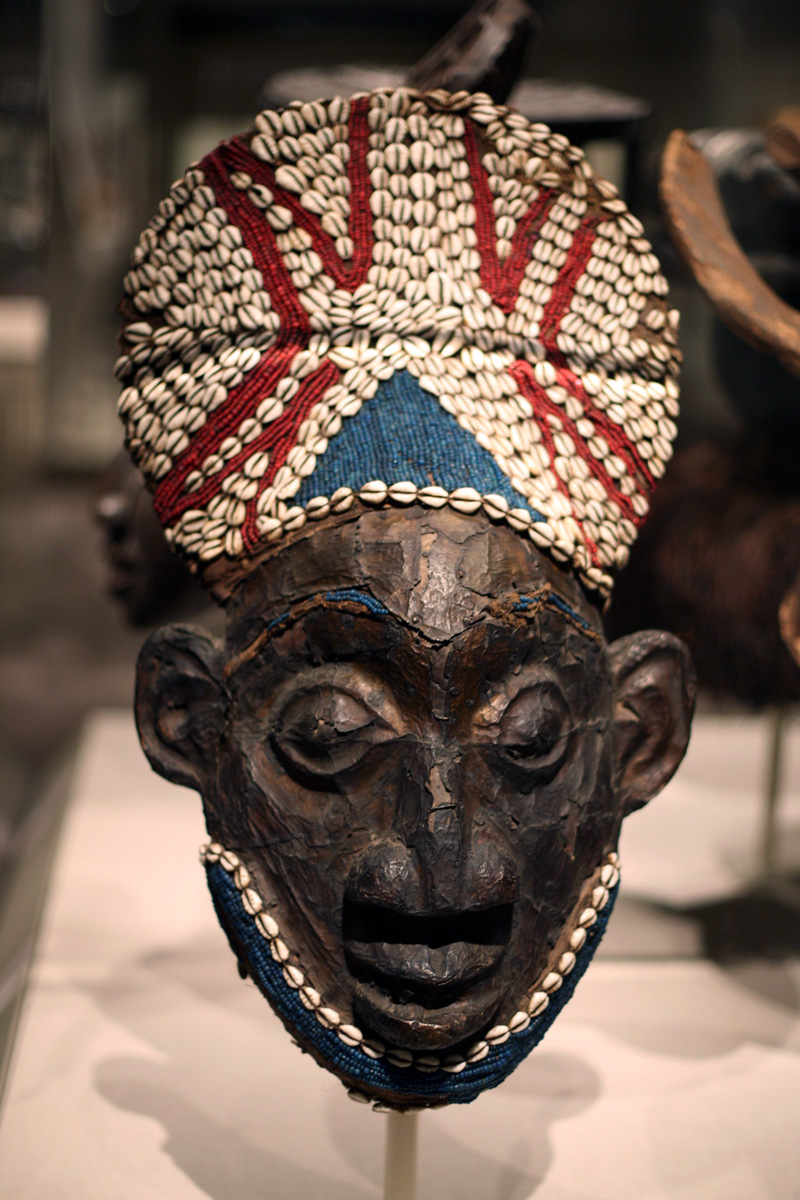
Masque Bamoun

L'art camerounais est caractérisé par une très grande diversité de style liée à son histoire et sa géographie (diversité des ethnies, des langues, des religions...).
Cette diversité culturelle permet le développement d’une grande créativité sur tous les supports de l'art contemporain (art plastique, peinture, sculpture, photographie...) et inspiré par son art traditionnel.
Les événements artistiques, les lieux d'expositions et les galeries d'art se développent petit à petit au Cameroun.

## Art traditionnel

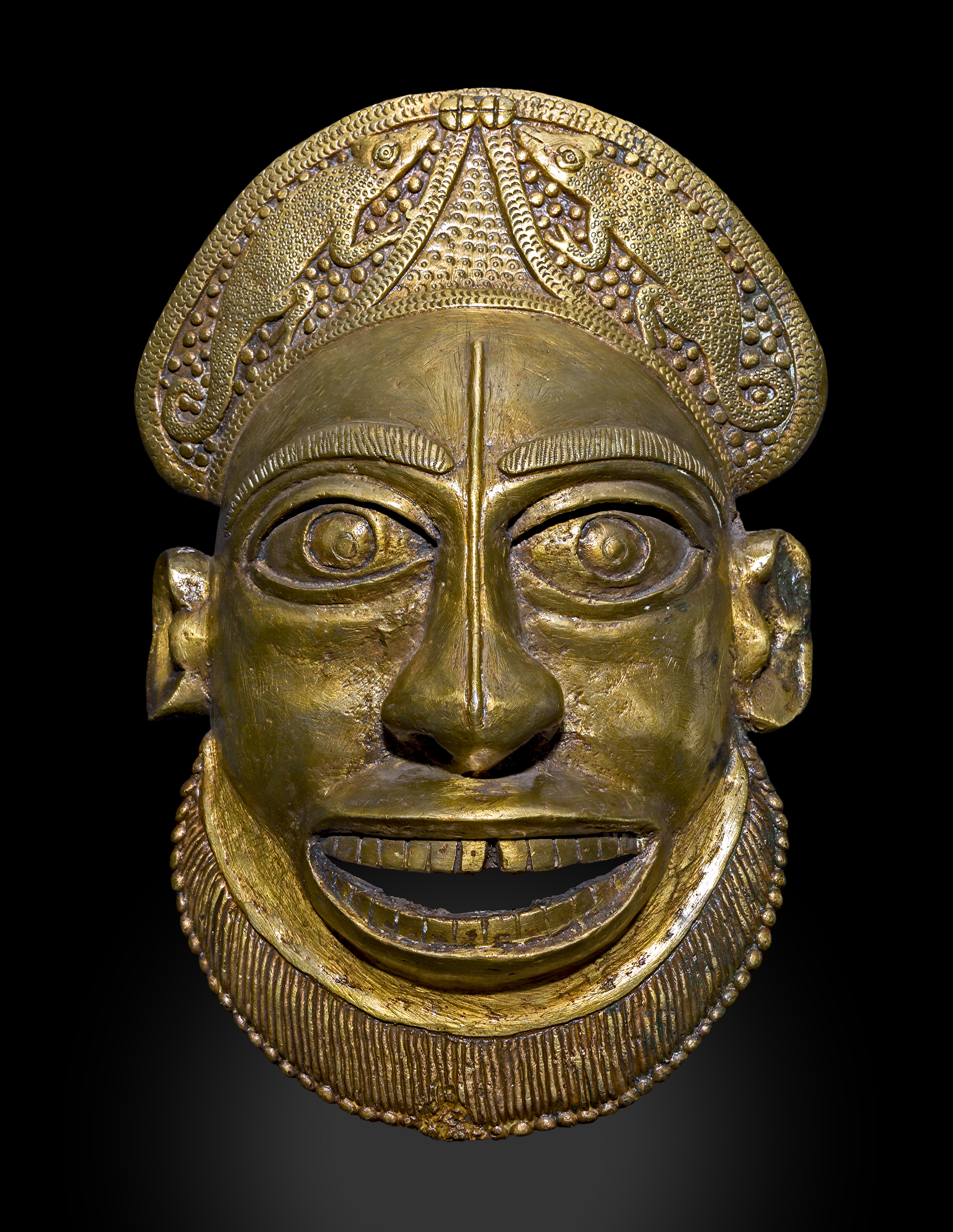
Masque en bronze

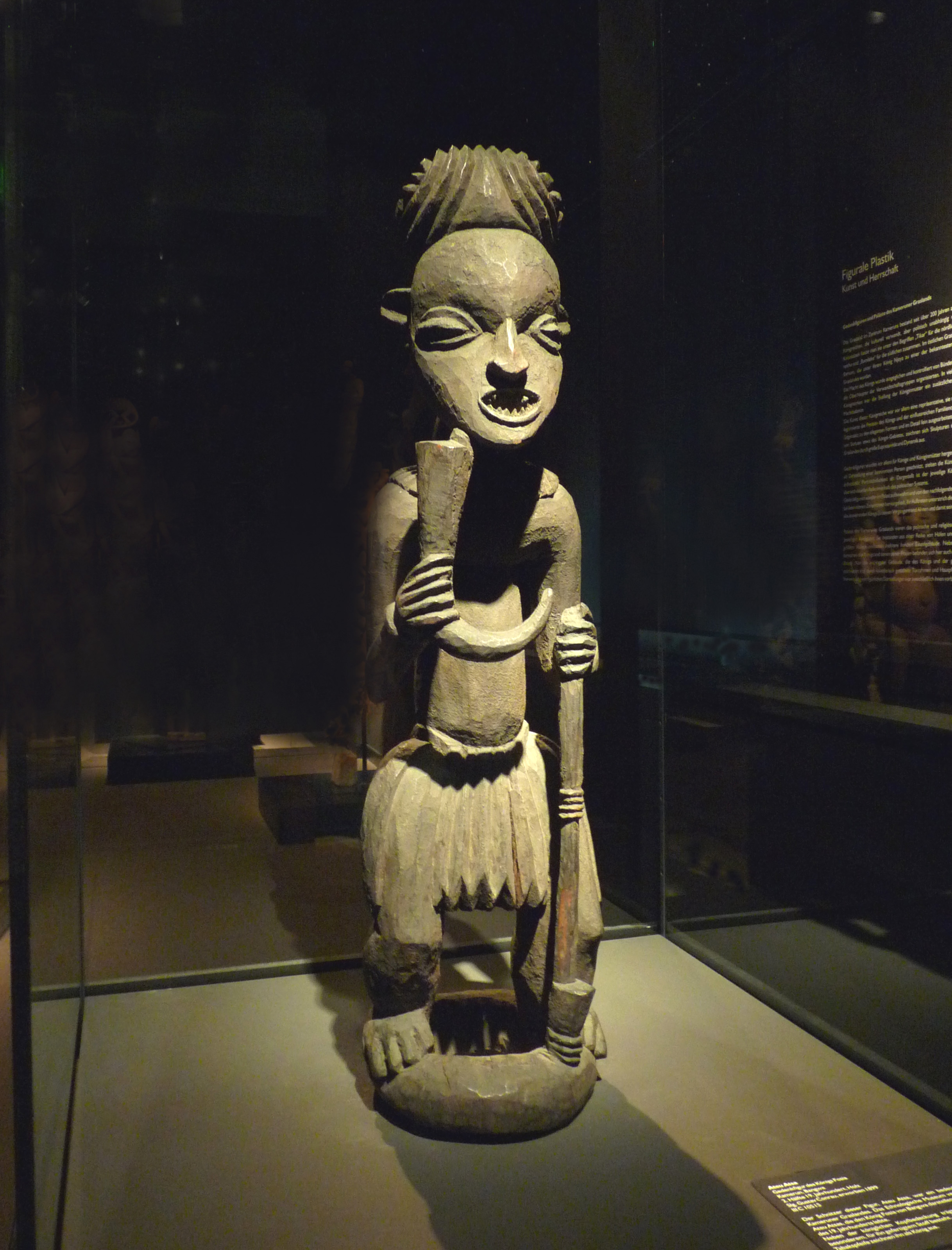
Statuette Bangoua

Il n'existe pas un seul art monolithique au Cameroun, mais une multiplicité de styles et de traditions coïncidant plus ou moins avec les ethnies et les royaumes.
La manière la plus commune d'aborder les différents styles consiste à considérer l'origine ethnique des objets. Elle correspond le mieux aux notions d'art primitif, d'art premier ou d'art tribal. Aux yeux du grand public, ce sont ces traditions qui incarnent le plus immédiatement l'art africain. Elles sont principalement constituées de statuettes et de masques. Cette forme d'art ne prend tout son sens que lorsqu'elle est remise dans le contexte des croyances et des cérémonies au service desquelles elle se met.
Si l'art Bamiléké et Bamoun, l'un des plus riches d'Afrique, se rattache à la zone du Bénin par certains aspects, l'art Fang-Béti et Batéké, célèbre par ses miniatures, ou par ses masques et ses reliquaires d'ancêtres à plaques métalliques, annonce celui du bassin du Congo.

### Les masques
Destinés aux cérémonies d'initiation, aux cultes des morts ou aux rites agraires, les masques matérialisent toujours des forces utilisées dans des buts précis. La plupart sont en bois. Ils sont recouverts de peaux d'animaux dans le Nord-Ouest, en perles multicolores chez les Bamilékés, boursouflés et en rondeurs chez les Bamouns, ornés de décorations géométriques chez les Doualas.

### Les statuettes
Les statuettes ont presque toujours des fins magiques. Elles sont le plus souvent en bois, parfois en terre cuite, plus rarement en laiton ou en cuivre.
L'art sculptural des Bétis et des Fangs du Sud-Cameroun est caractérisé par des statues longiformes décorées de plaques de laiton et des figures d'ancêtres, de facture plus réaliste, liées au culte lignager du Byeri.

### Architecture et objets

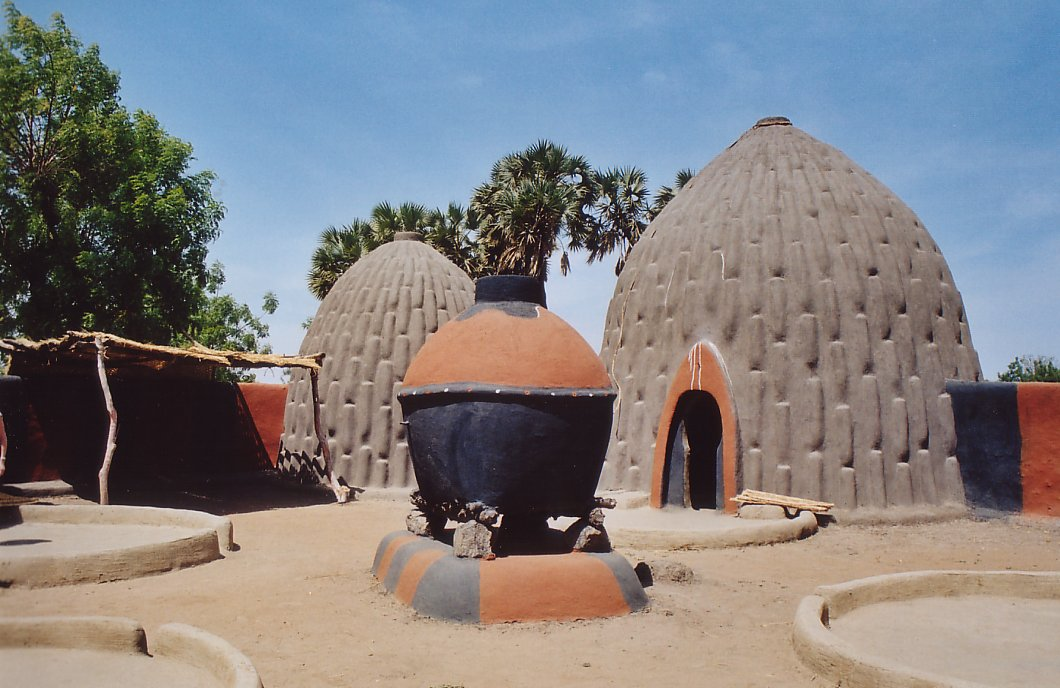
Maison du peuple Mousgoum à l'Extrême Nord

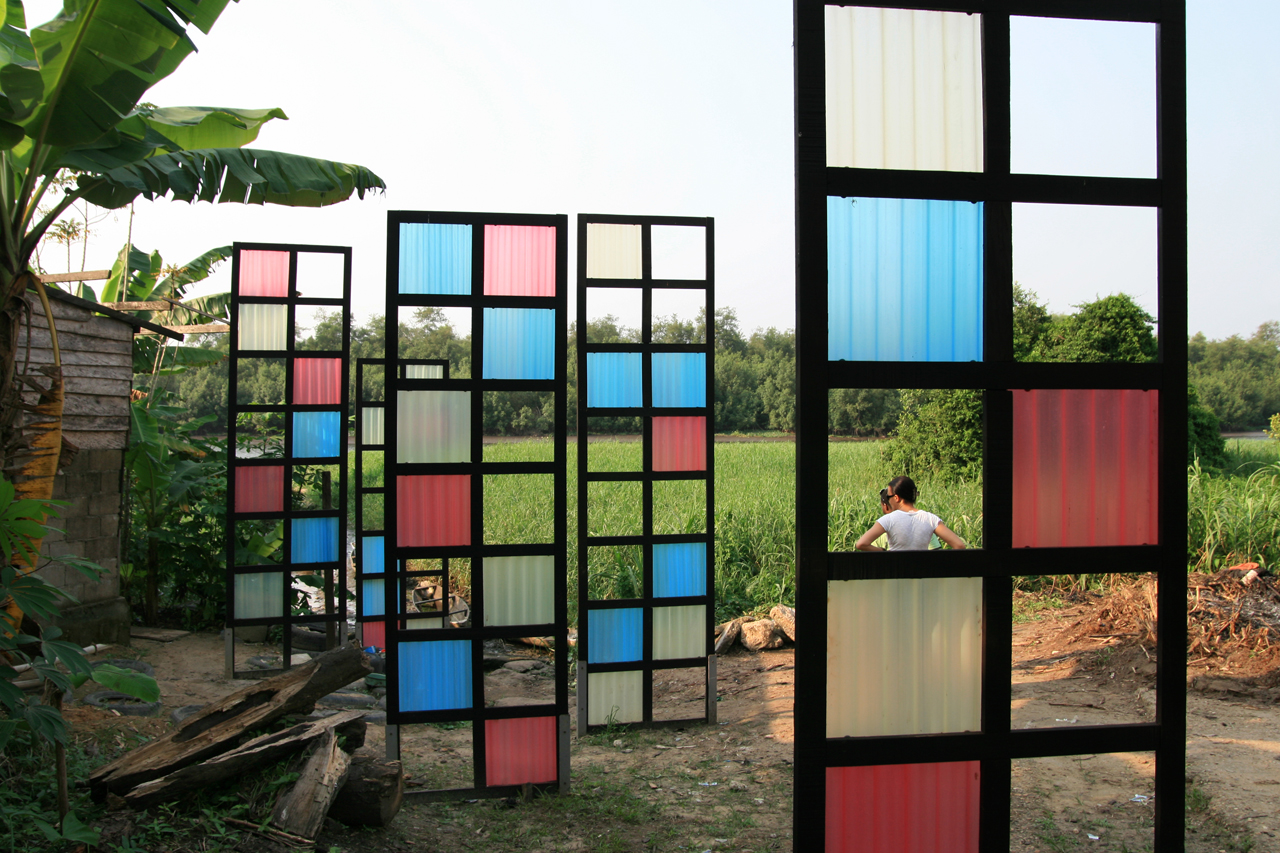
Face à l'eau de Salifou Lindou

Un art symbolise, dans l'Ouest, les structures et les faits sociaux: architecture des chefferies bamilékées, panneaux sculptés sur bois par les Bamouns et les Bamilékés. Signalons encore l'originalité des décors de perles de verre qui recouvrent totalement la plupart des objets bamilékés, les gigantesques pipes en terre ou en bois de la région bamouns.
L'art des Peuls, qui respecte les préceptes de l'islam interdisant toute figuration humaine ou animale, se manifeste dans l'architecture, par la richesse des vêtements et des bijoux, dans le travail des cuirs et dans les décors peints et pyrogravés des calebasses.

## Art contemporain camerounais
L’art contemporain camerounais s'inspire aussi bien des traditions du pays que des réalités urbaines contemporaines. Les techniques et les supports sont variés : peinture, installations avec projection vidéo, sculptures faites en matériaux de récupération…

### Liste d’artistes contemporains

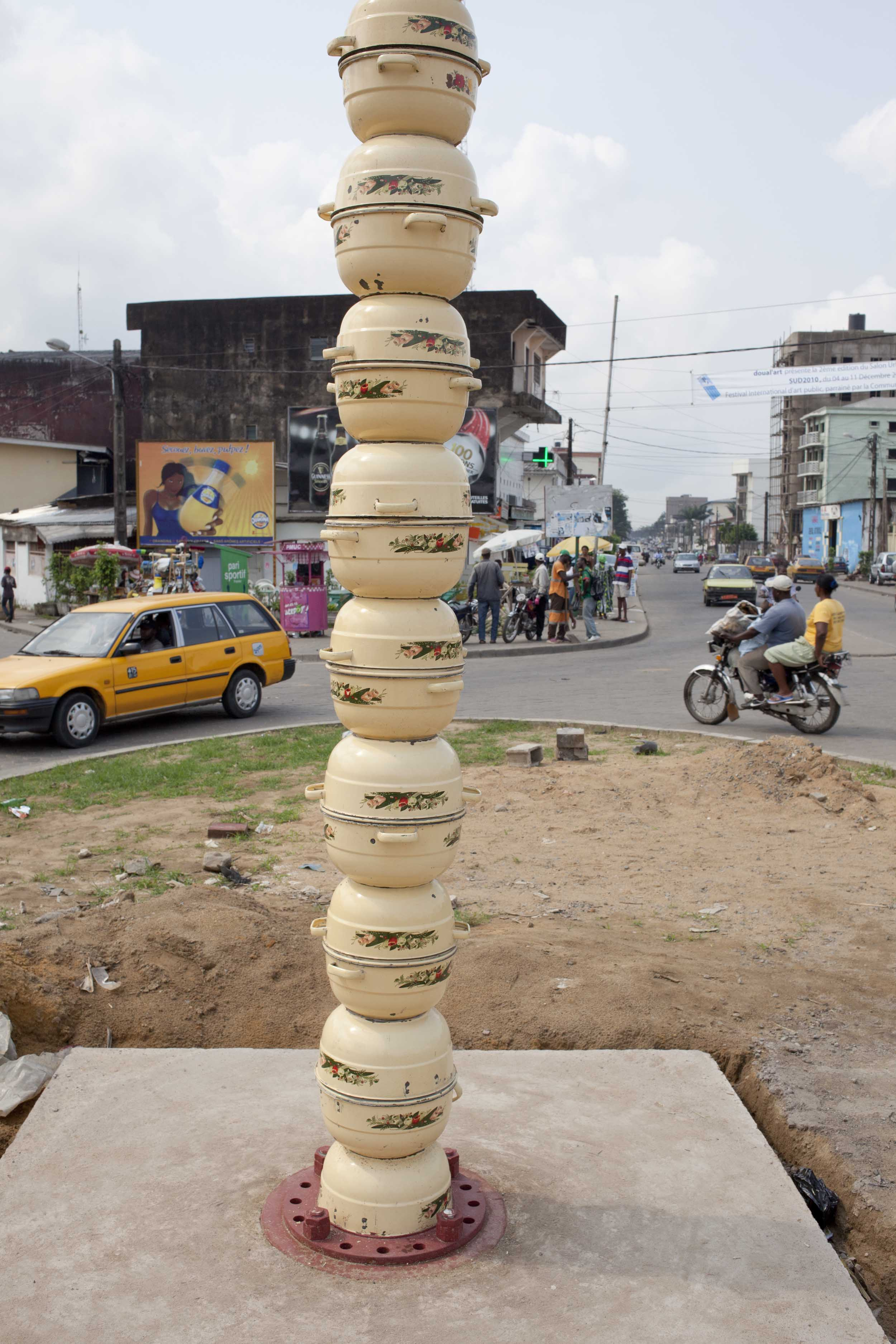
Pascale Marthine Tayou Colonne pascale

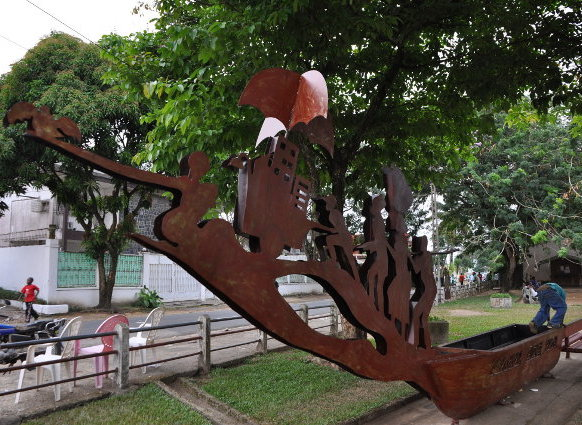
Hervé Youmbi, Pirogue Celeste

- Blaise Bang né en 1968 à Douala, artiste plasticien (peinture, sculpture, installation)
- Florence Beal-Nenakwe née en 1972 à Bangangté, peintre
- Bili Bidjocka, installations et sculptures
- Ginette Flore Daleu (1977-2018) peintre
- Samuel Dallé, né en 1980 à Bandjoun, peintre
- LucFosther Diop né en 1980 à Douala, plasticien (dessin et performances)
- Louis Epee, Peintre
- Angèle Etoundi Essamba née en 1962 à Douala, photographe
- Samuel Fosso né en 1962 à Kumba, photographe
- Hako Hankson né en 1968 à Bafang, plasticien
- Pascal Kenfack, né en 1950 à Dschang, peintre-sculpteur
- Koko Komegne, plasticien
- Achillekà Komguem né en 1973, peintre, sculpteur et vidéaste
- Osvalde Lewat née à Garoua, Photographe, réalisatrice, vidéaste (osvaldelewat.com)
- Goddy Leye (1965-2011) né à Mbouda, installations et vidéos d’art
- Salifou Lindou, né en 1965 à Foumban, plasticien, (Dak’art 98)
- Malam (Isaac Essoua Essoua) né en 1967 à Douala, Sculpture
- Alioum Moussa né en 1977 à Maroua, peintre et sculpteur
- Joël Mpah Dooh né en 1956, plasticien
- Boris Nzebo
- Samuel Nja Kwa né en 1964, photographe
- Hervé Poumo Kameni : né en 1978 à Yaoundé : Céramiste, Peintre et Graphiste Designer
- Nzante Spee né à Mbemb (1953-2005)  Peintre
- Joseph-Francis Sumégné né en 1951 à Bamendjou, Peintre, sculpteur
- Kristine Tsala, née à Douala, Peintre
- Pascale Marthine Tayou né en 1967 à Yaoundé, artiste plasticien
- Barthélémy Toguo, né en 1967 à Bandjoun
- Jules Wokam, né en 1972 à Yaoundé, Peintre, sculpteur et designer
- Hervé Yamguen né en 1971 à Douala, artiste plasticien (peinture, sculpture, dessin)
- Hervé Youmbi, né en 1973, Peinture, sculpture, installations
- Emile Youmbi, né en 1969 à Batouri, Artiste plasticien.
- Yvon Ngassam,né en 1982 à Bangangte, Artiste visuel.

## Lieux et événements artistiques
- doual'art
- Galerie MAM[2]
- Bandjoun Station
- Espace Bolo
- Douala Art Fair (foire d’art)
- Bolo Residence